# Pruska (gmina w województwie poleskim)
Pruska – dawna gmina wiejska istniejąca do 1928 roku w woj. poleskim (obecnie na Białorusi). Siedzibą władz gminy była Pruska.
W okresie międzywojennym gmina Pruska należała do powiatu kobryńskiego w woj. poleskim.
Gminę zniesiono 18 kwietnia 1928 roku a jej obszar wszedł w skład nowo utworzonych gmin Kobryń, Tewle i  Żabinka.